# Forêt de Hürtgen

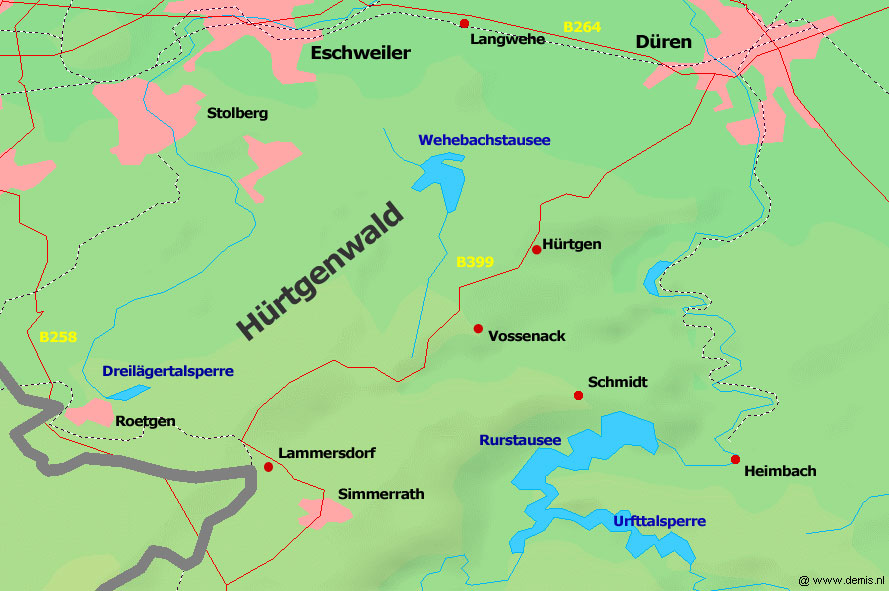
Localisation de la forêt de Hürtgen (en allemand « Hürtgenwald »).

La forêt de Hürtgen (ou forêt de Huertgen, en allemand « Hürtgenwald ») est une forêt allemande le long de la frontière avec la Belgique, dans le Sud-Ouest du land de Rhénanie-du-Nord-Westphalie. D'une superficie d'environ 130 km2, elle est située dans un triangle formé par les villes d'Aix-la-Chapelle, Montjoie et Düren. La rivière Roer court le long du bord oriental de la forêt.

## Géographie
Le terrain de la forêt de Hürtgen est caractérisé par des vallées plongeantes qui découpent de large plateaux. Au contraire d'autres régions allemandes, où les vallées sont cultivées et les hauteurs sont boisées, les vallées profondes de la forêt de Hürtgen sont densément boisées et les plateaux sont cultivés. Le terrain escarpé contraste avec la proche vallée du Rhin.
Les routes traversant la forêt sont rares, ventées et étroites.

## Histoire
Ce terrain rugueux a été le théâtre d'une sanglante et longue bataille de la Seconde Guerre mondiale, connue sous le nom de bataille de la forêt de Hürtgen qui s'y déroula pendant plus de trois mois, durant le froid hiver 1944-1945 opposant les troupes américaines à une farouche résistance allemande. On peut encore apercevoir les traces de ce combat, dont les marques toujours présentes de chenilles d'un véhicule blindé américain qui ont fondu sur la route entre la vallée de la Kall et la ville de Schmidt ainsi que différents mémorials.
Le Burgberg, aussi connu sous son nom militaire de colline 400 (Hill 400), une colline haute de 400 mètres, offre un panorama sur l'ensemble de la forêt.

## Sources et références
- (en) Cet article est partiellement ou en totalité issu de l’article de Wikipédia en anglais intitulé « Hürtgen Forest » (voir la liste des auteurs).